# Jurij Horlis-Horskyj

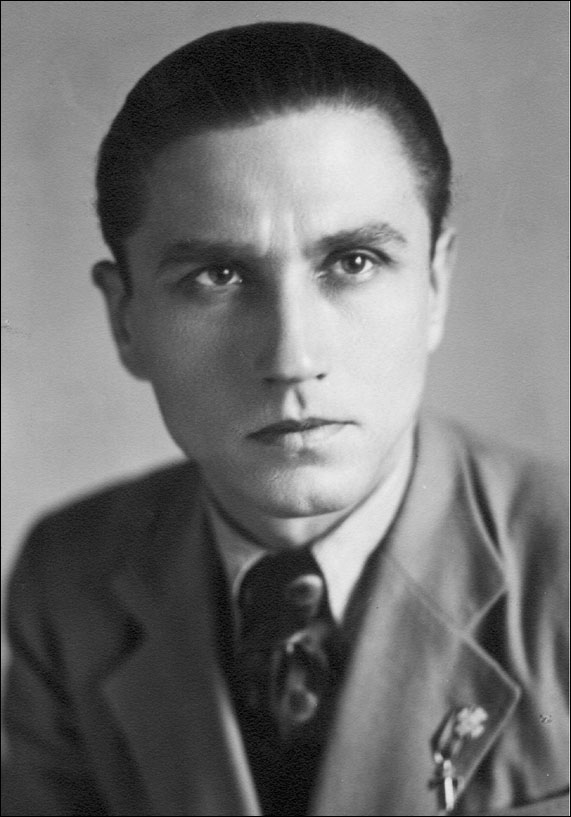
Jurij Horlis-Horskyj

Jurij Horlis-Horskyj (ukrainisch Юрій Горліс-Горський, geboren als Jurij Jurijowytsch Horodjanyn-Lissowskyj, ukrainisch Юрій Юрійович Городянин-Лісовський; * 2. Januarjul. / 14. Januar 1898greg. in Demydiwka, Gouvernement Poltawa, Russisches Kaiserreich; † 27. September 1946 in Augsburg, Amerikanische Besatzungszone Deutschland) war ein ukrainischer Schriftsteller und  Offizier in der Armee der Ukrainischen Volksrepublik.

## Leben
Jurij Horlis-Horskyj kam als Jurij Jurijowytsch Horodjanyn-Lissowskyj in Demydiwka (Демидівка) in der heute ukrainischen Oblast Poltawa als Sohn eines Offiziers der Russischen Armee und einer aus dem polnischen Adel stammenden Mutter  zur Welt. Er nahm am Ersten Weltkrieg teil und trat anschließend der Armee der Ukrainischen Volksrepublik (UNR) bei. Während der nationalen ukrainischen Revolution war er Offizier in einem Kosaken-Regiment des Saporischschja-Armee-Korps der UNR (Запорізький корпус Армії УНР). Während einer Winterkampagne im Waldgebiet Cholodnyj Jar (Холодний Яр) Anfang Februar 1920 erkrankte er und kam zur Behandlung ins Motroninski-Kloster in Melnyky, dem Zentrum der selbstproklamierten Republik Cholodnyj Jar (Холодноярська республіка Cholodnojarskaja respublyka), der er sich nach seiner Genesung anschloss. 
1921 begab er sich nach Lemberg, wo er mit dem Schreiben begann und 1933 sein erstes Buch Ave diktator! veröffentlichte. Sein bekanntestes Werk wurde der Roman Cholodnyj Jar (Холодний Яр). Während des Zweiten Weltkriegs ging er zunächst nach Österreich und gelangte zu Kriegsende nach Neu-Ulm. Am 27. September 1946 verschwand er unter mysteriösen Umständen in Augsburg, sein weiteres Schicksal ist unbekannt.

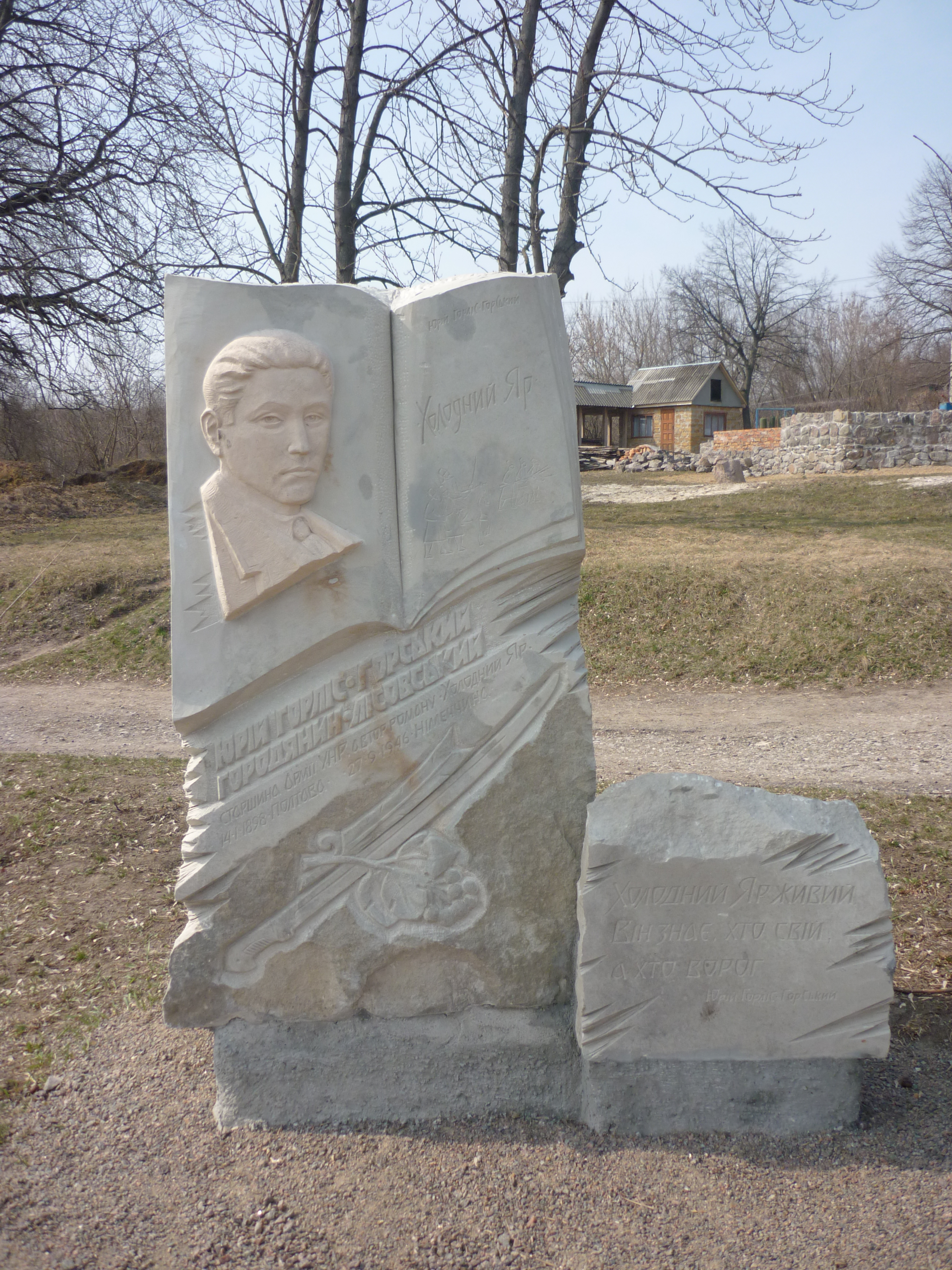
Denkmal für Jurij Horlis-Horskyj in Melnyky

## Ehrungen
Am 9. Oktober 2010 wurde in Melnyky, dem ehemaligen Zentrum der Cholodnojarska-Republik, ein Denkmal errichtet.